# Stele Kululu 4

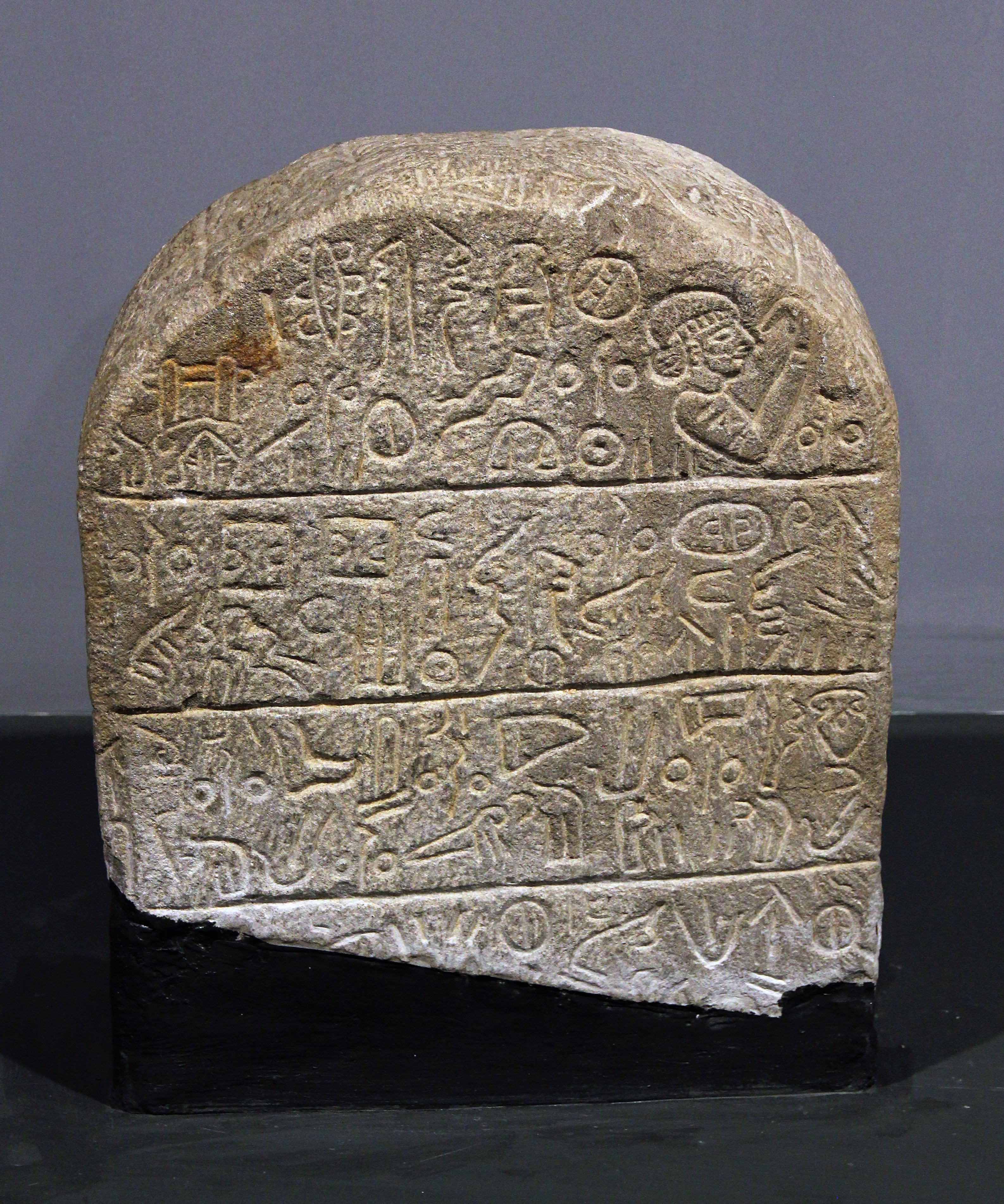
Kululu 4 Seite A

Die Stele Kululu 4 ist eine von mehreren Stelen mit Inschriften in luwischen Hieroglyphen, die in der Umgebung des türkischen Ortes Kululu gefunden wurden. Sie werden dem neo-hethitischen Königreich Tabal zugerechnet, das in der ersten Hälfte des 1. Jahrtausends v. Chr. in der Zentraltürkei bestand. Sie werden ins 8. Jahrhundert v. Chr. datiert und sind im Archäologischen Museum Kayseri ausgestellt.

## Fund
Die Stele wurde 1983 vom türkischen Archäologen Mustafa Kalaç am westlichen Fuß des Hügels von Kululu entdeckt. Von ihm stammt auch die Veröffentlichung. Der britische Hethitologe John David Hawkins nahm die Stele 2000 in sein Corpus of Hieroglyphic Luwian Inscriptions auf.

## Beschreibung
Die Stele ist oben abgerundet und hat erhaltene Maße von 0,50 Meter in der Höhe, 0,45 Meter in der Breite und eine Tiefe von 0,20 Meter. Die Schrift ist eingraviert, der Erhaltungszustand gut. Es ist der obere Teil einer höheren Stele, wobei drei Zeilen der Inschrift und Reste der vierten Zeile erhalten sind. Sie ist an allen Seiten beschrieben einschließlich der Oberseite. Der Text beginnt auf der Vorderseite (A) rechts oben, verläuft nach links und weiter über die Seiten B (links), C (Rückseite) und D (rechts) und boustrophedon über alle Seiten. Die zweizeilige Inschrift auf der Oberseite ist unabhängig vom Rest. Sie beginnt neben einem Trennstrich in der Mitte, verläuft nach links, danach auf der unteren Zeile nach rechts und wird in der rechten Hälfte der oberen Zeile linksläufig beendet.
Kululu 4 ist die Begräbnisstele eines Ruwas, dessen Name ebenfalls auf der Stele Kululu 1 als Ersteller erscheint. Er stellt sich mit Namen und als Herrscher und sonnengesegneter Mann vor. Danach dankt er den Göttern sowie seinen Herren, die ihn zum Herrscher machten. Er beschreibt sein gutes Leben, danach bricht der Text ab. Auf der Oberseite wird ein Hulis, Neffe des Ruwas, als Errichter der Stele genannt.
Wenn der Bestattete Ruwas mit dem Ruwas der Stele Kululu 1 identisch ist, der sich als Diener von Tuwati II. bezeichnet, kann die Stele in dessen Regierungszeit in der Mitte des 8. Jahrhunderts v. Chr. datiert werden.

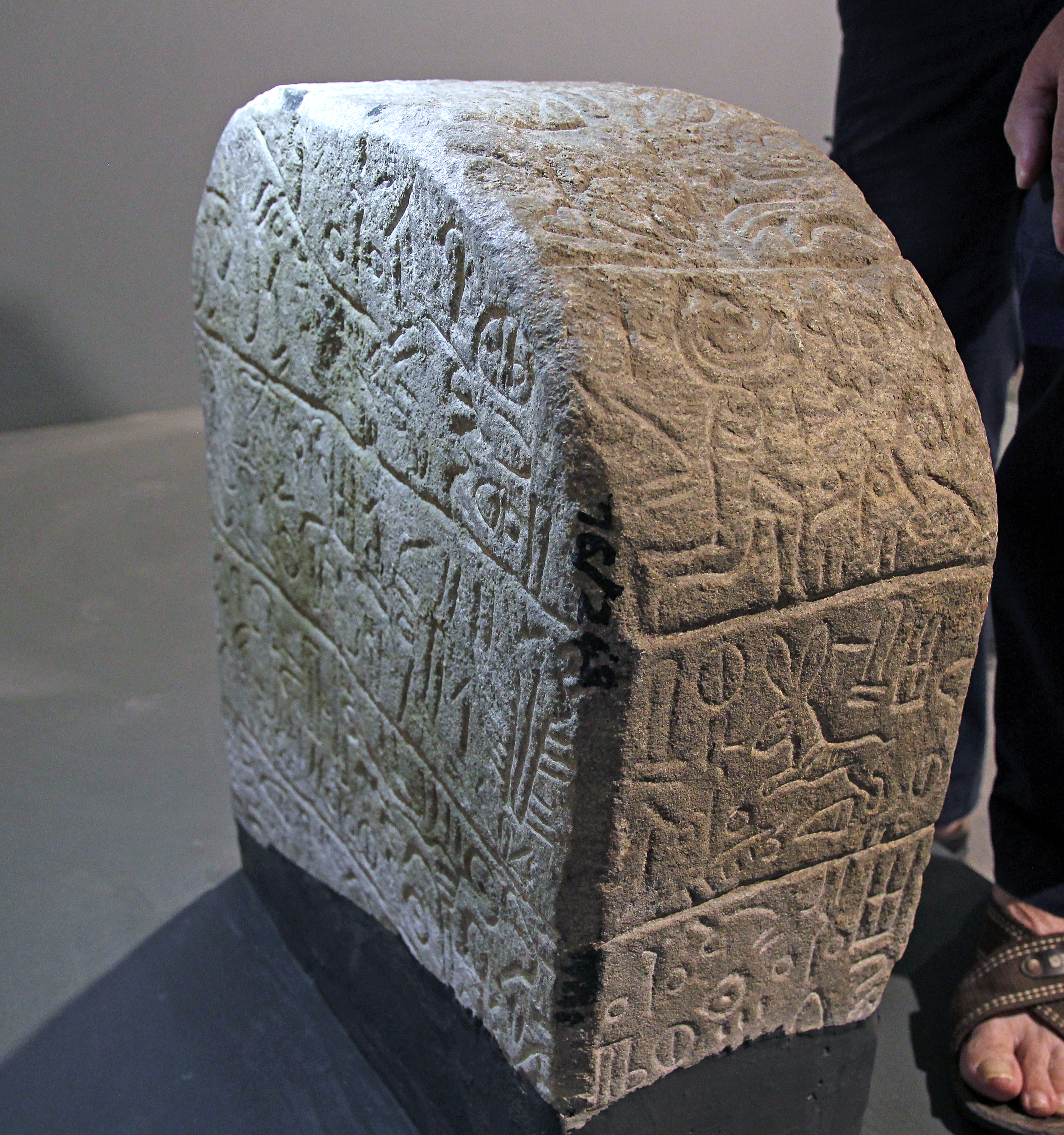
Seite B rechts und C links
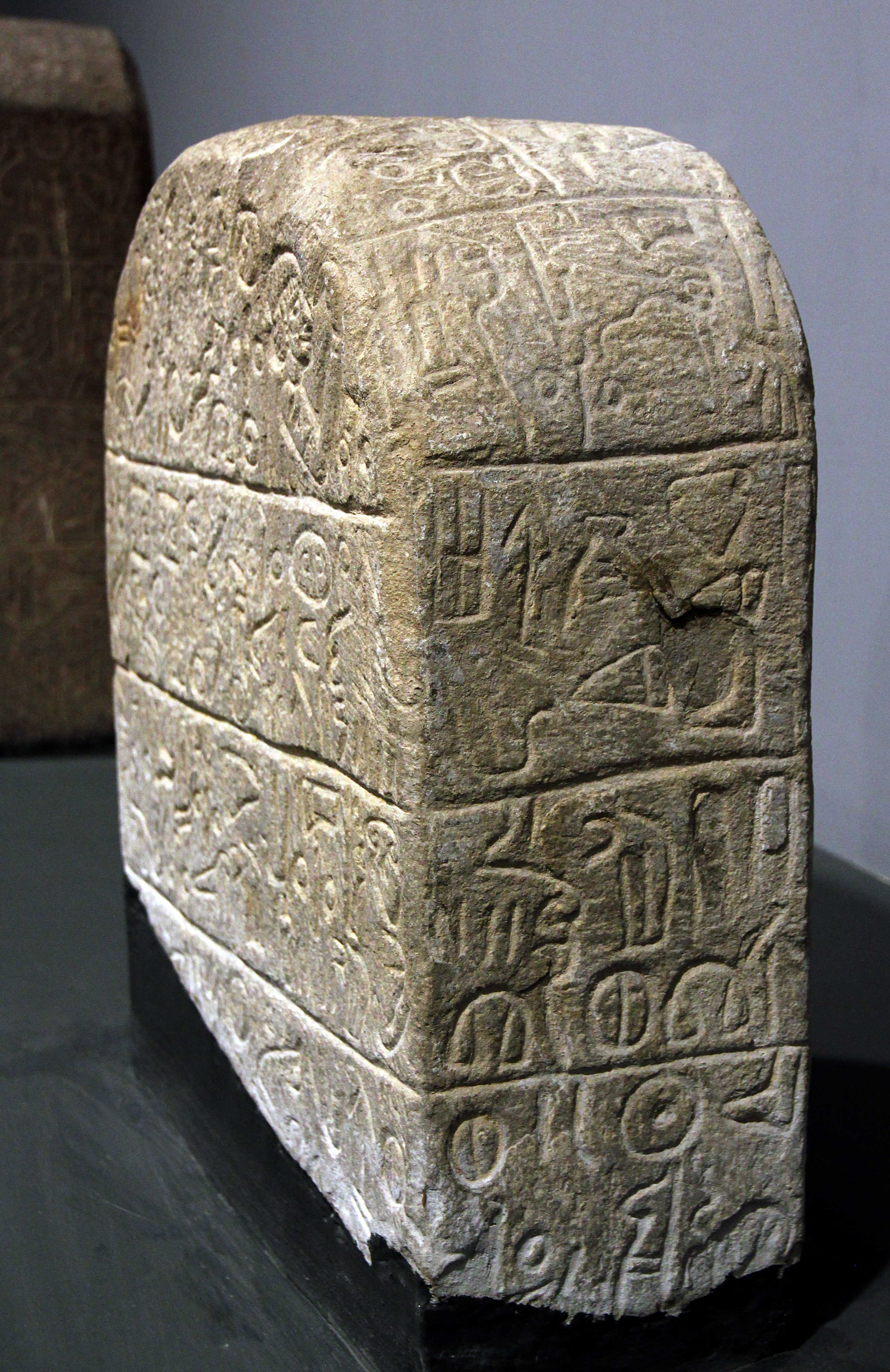
Seite D vorn rechts
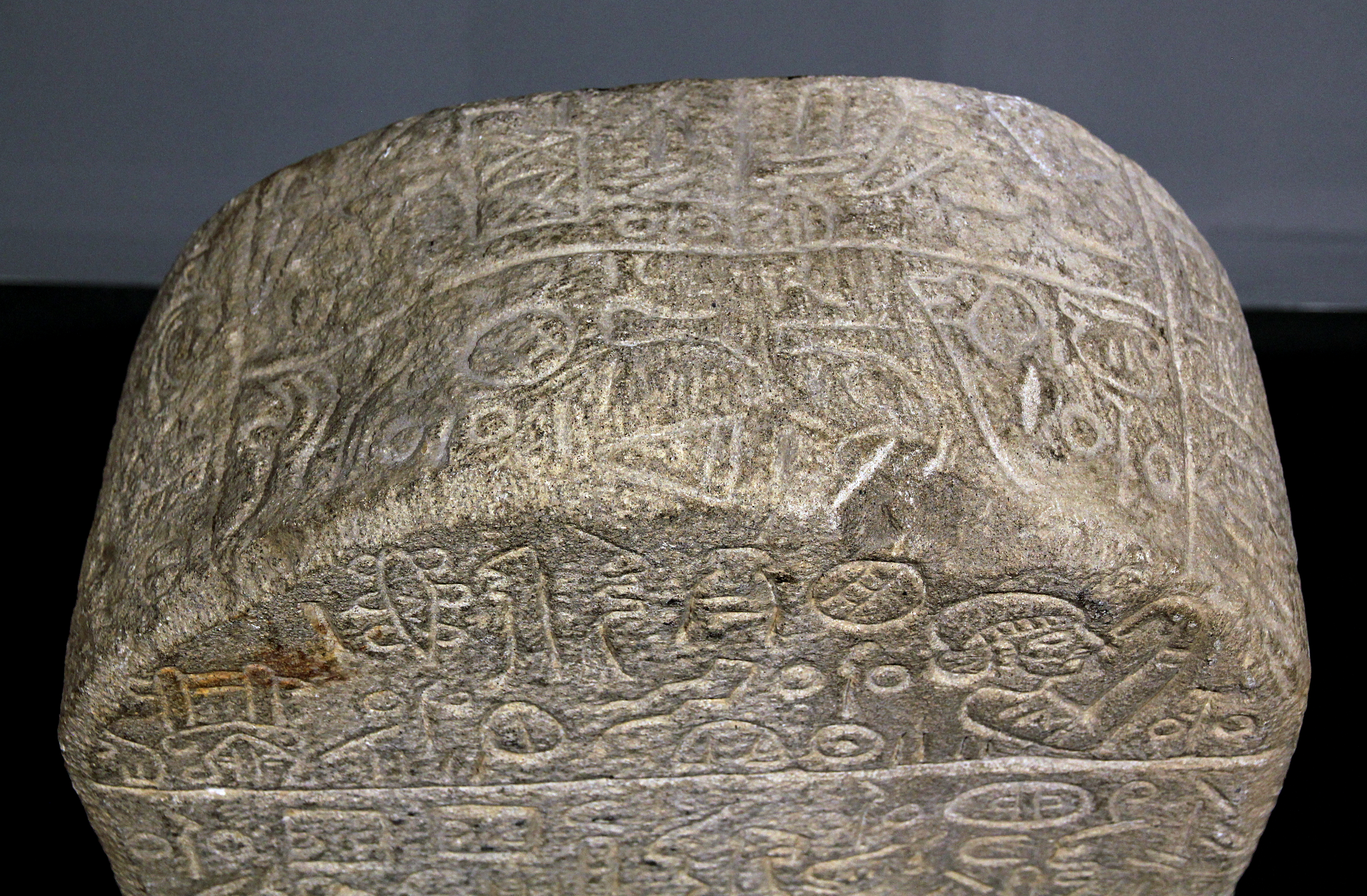
Oberseite